# Anancylus griseatus
Anancylus griseatus là một loài bọ cánh cứng trong họ Cerambycidae.